# Diplocentridae
Diplocentridae là một họ bọ cạp trong bộ Scorpiones. Có khoảng 120 loài bọ cạp trong họ này và phần lớn là sống ở Tân Thế giới, ngoại trừ các loài bọ cạp trong chi Nebo là phân bố ở vùng Trung Đông Vào năm 2003, một nghiên cứu cho rằng họ bọ cạp này tốt hơn hết là nên xếp thành một phân họ của họ bọ cạp Scorpionidae.

## Phân loại
Chính vì sự phân bố này mà người ta tạm chi họ bọ cạp này thành 02 phân họ (họ phụ) nhỏ hơn là phân họ Diplocentrinae gồm các chi và loài sinh sống ở vùng Tân Thế giới (châu Mỹ) và phân họ Nebinae bao gồm 01 chi bọ cạp Nebo duy nhất phân bố ở vùng Trung Đông. 
- Phân họ Diplocentrinae Karsch, 1880 (Phân bố ở Tân Thế giới)
  - Bioculus Stahnke, 1968
  - Cazierius Francke, 1978
  - Didymocentrus Kraepelin, 1905
  - Diplocentrus Peters, 1861
  - Heteronebo Pocock, 1899
  - Kolotl Santibáñez-López, et al., 2014[1]
  - Oiclus Simon, 1880
  - Tarsoporosus Francke, 1978
- Phân họ Nebinae Kraepelin, 1905 (Phân bố ở Trung Đông)
  - Nebo Simon, 1878